# PRISM (розвідувальна програма)

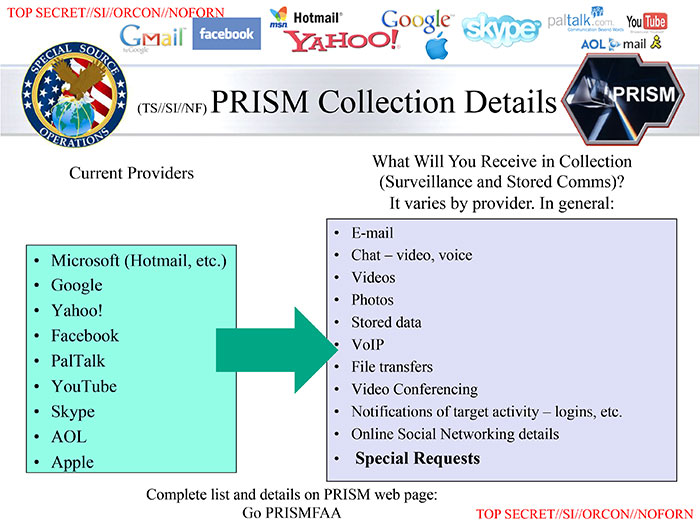
Принцип збору інформації PRISM

PRISM — секретна програма електронного спостереження та збору розвідувальної інформації у веденні Агентства національної безпеки США. Програма PRISM (англ. Planning Tool for Resource Integration, Synchronization, and Management — засіб планування для інтеграції, синхронізації і управління даними) використовується АНБ з 2007 року, раніше мала кодову назву US-984XN.

## Основні характеристики
Основні дані про програму PRISM базуються на інформації, яку представив американським та британським газетам колишній співробітник АНБ Едвард Сноуден у червні 2013 року. Згідно з цими даними, PRISM є програмою глибокого спостереження за системами прямого зв'язку та збереженої інформації. Ця програма надає можливість спостереження за будь-якими клієнтами зв'язку за межами Сполучених Штатів, а також і громадянами США, які перебувають у контактах із закордонними клієнтами. Агентство національної безпеки має можливість отримувати з цією програмою такі дані як: електронна пошта, відео і голосовий чат, відео, фотографії, VoIP, передачі файлів, повідомлення про логіни та деталі із сайтів соціальних мереж. За даними газети Вашингтон Пост, програма PRISM є головним джерелом збору первинної інформації, яка використовується АНБ у своїх аналітичних звітах та спеціальних брифінгах для Президента США.
За словами директора АНБ Джеймса Клеппера, програма PRISM не використовується для навмисного спостереження за клієнтами на території США. Дані про ненавмисно зібрану інформацію щодо громадян США зводяться до мінімуму, їх зберігання і розповсюдження знаходиться у веденні судів, законодавчих актів Конгресу США, які дозволяють збір такої інформації. Голова АНБ також заперечив деталі програми PRISM передані Сноуденом газетам, як недостовірні.
Також стала відома інформація, що особисті дані користувачів, отримані внаслідок роботи PRISM отримують розвідувальні агентства союзників США, зокрема Нідерландів. IT-компанії цієї країни також добровільно співпрацюють з розвідками, як і американські.
Опубліковані на сторінках газети New York Times матеріали Едварда Сноудена свідчать, що Агентство нацбезпеки США стежило за громадянами через їхні акаунти в соцмережах шляхом метаданих про дзвінки та інтернет-активність для складання комплексних карт соціальних зв'язків громадян. У листопаді 2010 року були скасовані обмеження з боку керівництва АНБ і співробітники агентства почали обробляти дані телефонних дзвінків та інтернет-листування для перевірки активності іноземних розвідок в національних мережах. Система прослуховування дозволяла зводити дані про телефонні дзвінки в єдину схему з інформацією з відкритих, комерційних та інших джерел, а також інформацією страхових ідентифікаторів, банківських кодів, профілів у Facebook, пасажирських списків на транспорті, списків виборчих дільниць тощо. З початку передбачалося, що систему будуть використовувати щодо громадян іноземних держав. Однак під програму збору інформації потрапляли і пересічні американці. Метадані можуть розповісти дуже багато. Інформація, наприклад, про номери щойно набраного телефону або місця перебування того, хто телефонує по мобільному дозволяє виявити задум. Це цифровий еквівалент переслідування підозрюваного.